# ケントゥリア (漫画)
『ケントゥリア』は、暗森透による日本の漫画。ウェブコミック配信サイト『少年ジャンプ+』（集英社）にて、2024年4月8日から月曜更新で連載中。

## あらすじ
奴隷船に自由を求めて潜り込んだ奴隷の少年ユリアンは同じ船に乗り合わせた妊婦・ミラを始めとする奴隷たちと関わって人の温かさを知る。しかしある海域に突入すると船員によって奴隷への保険金殺人が開始される。そんな中、ユリアンとミラの前に異形の存在が現れる。

## 登場人物
ユリアン
奴隷の少年。密猟者として乗り込んだ奴隷の船で呪われた海域にて遭遇した「海」から他の奴隷100人の力と命を授けられた。ミラの娘を幸せにすることを誓っている。
ミラ
故人。褐色の奴隷女性で奴隷船にてユリアンへ人のぬくもりを教えた。娘を産んだ後、ユリアンのために「海」へ自らの命をささげた。
ディアナ
ミラの娘。ユリアンに育てられている。エルストリから王の死をもたらす「予言の子」と言われる。
ティティ
黒髪短髪女性。隣国との戦争で両親を亡くしてアンヴァルに引き取られて本当の家族のように育てられた。
エルストリ
王に仕える予言者でこれまで予言が外れたことがない。王の死を予言したことからその原因となるディアナの抹殺を目的にする。
アンヴァル
故人。国に仕える兵士で予言の調査を行っている。ディアナを殺そうとするが、彼女を守るユリアンらに心を動かされて軍に反旗を翻す。しかしアルコスには敵わず殺される。
アルコス
国の王子で水を自由自在に操る異能持ち。自分の能力に絶対的な自信を持つ。反逆したアンヴァルを殺してユリアンも殺そうとしたが失敗する。
王（おう）
100年以上、国を統治している。敬意をもって「至高き君」と呼ばれている。
海（うみ）
超常の存在。大量の魂と真実の愛を貰うことでユリアンに力を与えた。

## 評価
「次にくるマンガ大賞 2024」Webマンガ部門では7位にランクインした。単行本の帯には、漫画家の藤本タツキや龍幸伸が推薦コメントを寄せている。

## 書誌情報
- 暗森透『ケントゥリア』 集英社〈ジャンプ・コミックス〉、既刊5巻（2025年7月4日現在）
  1. 2024年7月4日発売[6][7]、ISBN 978-4-08-884102-1
  2. 2024年10月4日発売[8]、ISBN 978-4-08-884225-7
  3. 2025年1月4日発売[9]、ISBN 978-4-08-884339-1
  4. 2025年4月4日発売[10]、ISBN 978-4-08-884468-8
  5. 2025年7月4日発売[11]、ISBN 978-4-08-884590-6